# Newton (PDA)

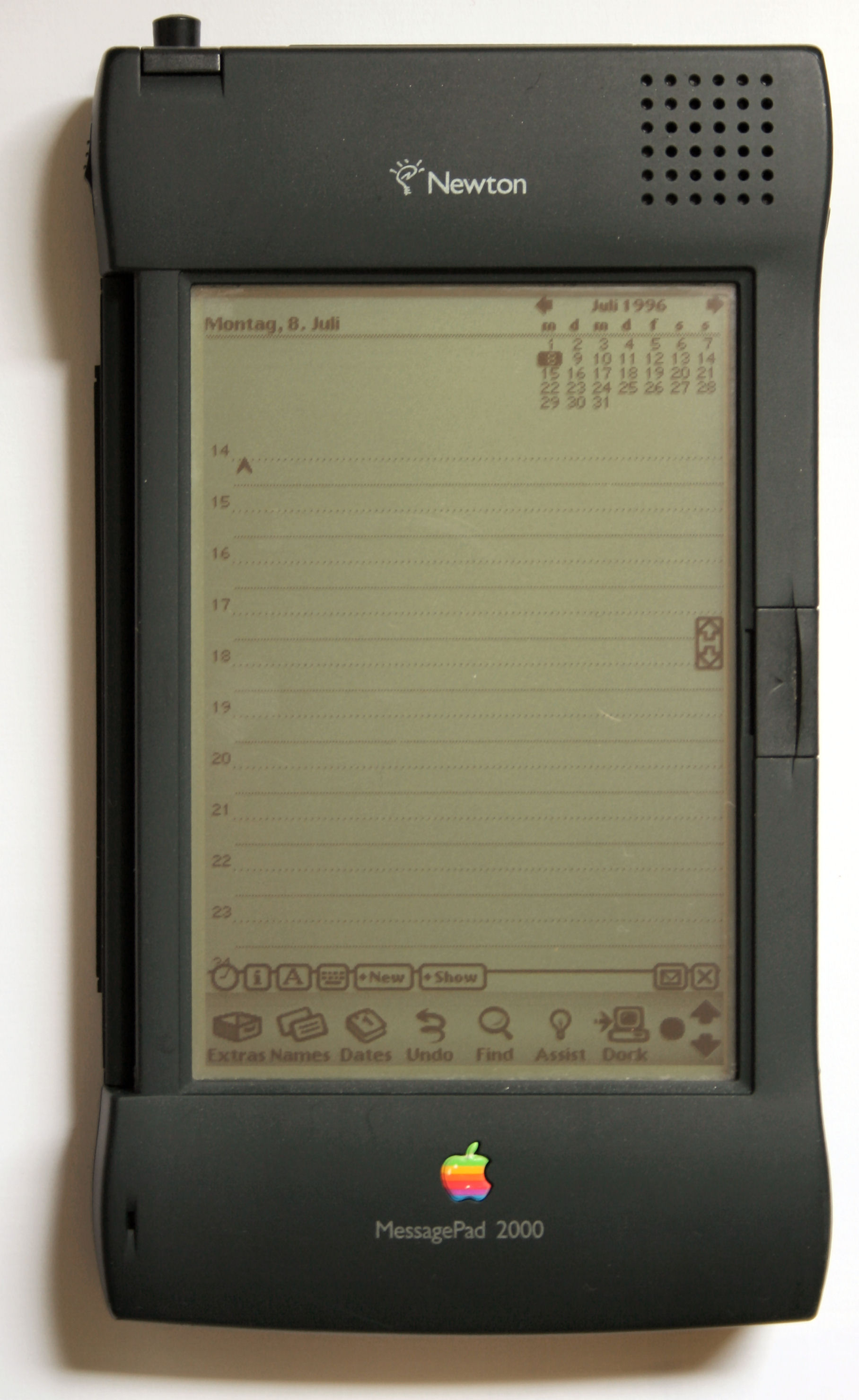
Apple Newton MessagePad 2000

Der Apple Newton war eine Produktreihe von PDAs der Firma Apple und anderer Firmen, die 1993 vorgestellt und deren Produktion 1998 bei der Neustrukturierung von Apple Computer unter Steve Jobs eingestellt wurde. Eigentlich ist Newton die Bezeichnung des Betriebssystems; die PDAs wurden größtenteils unter dem Namen MessagePad vermarktet.

## Ausstattung

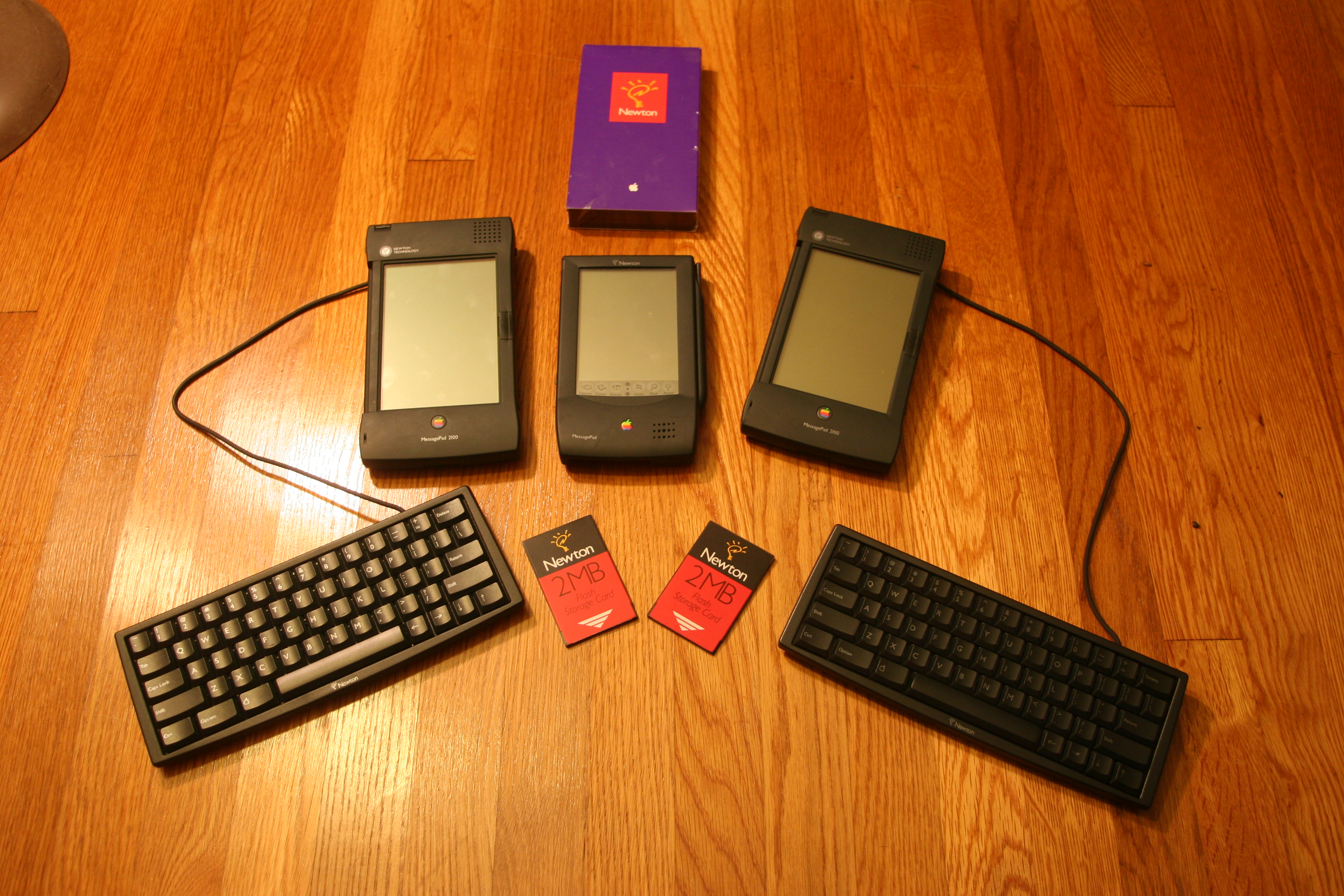
Drei verschiedene Newton MessagePads mit Keyboard und LinearFlash PCMCIA Memory Card

### Handschrifterkennung
Der Newton zeichnete sich durch eine lernfähige Handschrifterkennung aus. Durch einen berührungsempfindlichen Bildschirm konnten direkt auf den Bildschirm geschriebene Zeichen und Wörter erkannt werden. Die erste Version, Calligrapher, wurde maßgeblich von der Moskauer Entwicklungsmannschaft Paragraph International entwickelt. Sie war auf die Erkennung von Schreibschrift ausgerichtet. Aufgrund unzureichender Prozessorleistung funktionierte das bei den ersten Modellen nur eingeschränkt. Das besserte sich mit der neuen Version 2.0 des Betriebssystems. Hier kam zusätzlich die zweite Version der Handschrifterkennung, Rosetta, zum Einsatz. Sie diente zusätzlich zur Erkennung von Druckschrift und wurde von Apple entwickelt. Das OS 2.0 wurde 1996 auf dem MessagePad 120 eingeführt.

### Hardware
Der erste Newton, das Original MessagePad, besaß einen ARM 610 Prozessor mit 20 MHz, 4 MB ROM, 640 KB RAM sowie einen einfarbigen Flüssigkristallbildschirm mit einer Auflösung von 336 × 320 Punkten. Das MessagePad war etwas kleiner als ein DIN-A5-Blatt und wog 400 g. Am vorletzten Modell, dem MessagePad 2000, wurde durch den StrongARM-110-Prozessor mit 162 MHz Taktfrequenz die Leistung stark angehoben. Der Bildschirm dieser Modelle besaß ein LCD mit 480 × 320 Punkten Auflösung und 16 Graustufen Farbtiefe. Das RAM wurde auf 4 MB, bzw. beim letzten Modell, dem MessagePad 2100, auf 8 MB erweitert. Für Erweiterungen standen zwei PCMCIA-Steckplätze zur Verfügung.

### Betriebssystem
Der Newton verwendete Newton OS, das erste vollständig in C++ geschriebene Betriebssystem, das auf geringen Speicher- und Prozessorverbrauch optimiert war. Zur Programmierung des Newton wurde das auf der Programmiersprache Self basierende NewtonScript verwendet.

## Konzeptionelle Besonderheiten
Der Newton brachte bahnbrechende neue Funktionen in die Computerwelt, die langsam auch auf den Desktop übersprangen:
- Programmunabhängige Datenbestände, die von mehreren Programmen gleichzeitig genutzt werden (Kalender, Adressen, Notizen, E-Mails), Soups genannt. Dieses Konzept wird 2001 mit Mac OS X wiedereingeführt und 2007 in ähnlicher Weise auch in Windows Vista (siehe Information Retrieval).
- neuronal funktionierende Handschrifterkennung
- durchdachte systemübergreifende Funktionen, GUI implementiert
- Newton Books.

## Modelle
Es gab folgende Modelle des Newton:

### Newton MessagePad (auch OMP – Original MessagePad – genannt)
Das erste Newton MessagePad, von den Anwendern kurz OMP (Original MessagePad) genannt, wurde erstmals im August 1993 auf der MAC World in Boston vorgestellt. Das OMP war ausschließlich mit einem englischen Betriebssystem erhältlich und wurde mit dem Batch 1.02 des NOS ausgeliefert. Das Betriebssystem hatte noch erhebliche Schwachstellen, teilweise funktionierte das OMP ganz einfach nicht und verweigerte den Dienst. Apple stellte innerhalb kurzer Zeit die Versionen 1.03, 1.04 und 1.05 zur Verfügung. Ab November 1993 wurde das OMP bereits mit den Versionen 1.10 und 1.11 ausgeliefert.
Die Leistung des Prozessors mit 20 MHz konnte nicht überzeugen und war für die Schrifterkennung nicht ausreichend. Als Stromversorgung wurden für das OMP 4 AAA-Batterien gewählt und trotz der aufwendigen Trimmung des Prozessors auf Energiesparen, konnte die versprochene Arbeitszeit nicht erreicht werden.
Das Newton MessagePad OMP hatte nicht viele Anschlüsse und Schnittstellen. Es besaß „nur“ einen Stromanschluss, um die Akkus zu laden, einen Anschluss, um das Newton MessagePad mit einem PC oder Mac zu verbinden und einen Kartenschacht, in den man u. a. Speicherkarten stecken konnte.
Das Modell war das erste seiner Art und in mancher Hinsicht wegweisend. Jedoch war es bei der Einführung offenbar noch nicht marktreif; der Preis war zu hoch, und Apple verärgerte viele Kunden mit einem schlecht funktionierenden Gerät.

### Newton MessagePad 100
Das Newton MessagePad 100 wurde bereits mit der NOS Version 1.3 ausgeliefert und war baugleich mit dem OMP. Bei der mit deutschem NOS ausgelieferten Version handelte es sich um Original MessagePads, welche durch ROM-Tausch auf NOS 1.3 gebracht wurden.

### Newton MessagePad 110
Apple hatte das MessagePad 110 schlanker gemacht, der Stift war nun im Gehäuse versenkbar. Die Breite wurde auf 106 Millimeter reduziert; dadurch lag der Newton ergonomischer in der Hand. Auch kamen nunmehr die größeren AA-Batterien zum Einsatz. Ausgeliefert mit der ROM-Version 1.2 und einem Softwarepatch auf 1.3 war er bereits mit 1 MByte RAM ausgestattet. Das NOS funktionierte ab dieser Version tadellos. Das Newton MessagePad 110 war der erste PDA, der mit einer vertikalen Schutzklappe für das berührungsempfindliche Display ausgeliefert wurde.

### Newton MessagePad 120
Das Newton MessagePad 120 wurde ab 1994 mit dem NOS 1.3 bzw. bereits mit NOS 2.0 ausgeliefert. In der Version mit NOS 2.0 wurde der Speicher auf 2 MB RAM aufgestockt.

### Newton MessagePad 130
Das Newton MessagePad 130 war bis auf den Speicher und die zusätzliche Hintergrundbeleuchtung des Displays baugleich mit MessagePad 120. Ausgeliefert wurde das MessagePad 130 1996 mit 2,4 MB RAM und der Version 2.1 des NOS.

### Newton MessagePad 2000
Das Newton MessagePad 2000 wurde mit dem StrongARM 110-Prozessor mit 161,9 MHz ausgeliefert. Das bedeutete eine Steigerung der Taktfrequenz um über 700 Prozent und stellte somit einen erheblichen Fortschritt gegenüber den Vorgängern dar. Damit erreichte der Newton bei der Taktfrequenz ein Niveau, das erst Jahre nach seinem Produktionsende in anderen PDAs üblich wurde. Das MessagePad 2000 war nur mit englischem NOS 2.1 erhältlich.
Der Bildschirm hatte eine Diagonale von 5,9 Zoll bei einer Auflösung von 480 × 320 Punkten, 100 DPI und 16 Graustufen. Seine Maße waren: Höhe: 210,3 mm, Breite: 118,7 mm und Tiefe 27,5 mm. Er wog mit Batterien 640 Gramm.

### Newton MessagePad 2100
Der letzte Newton der Baureihe war das Newton MessagePad 2100, das auch mit deutschem NOS 2.1 und mit 8 MB RAM und 2 PCMCIA-Slots Typ II ausgeliefert wurde.

### eMate 300

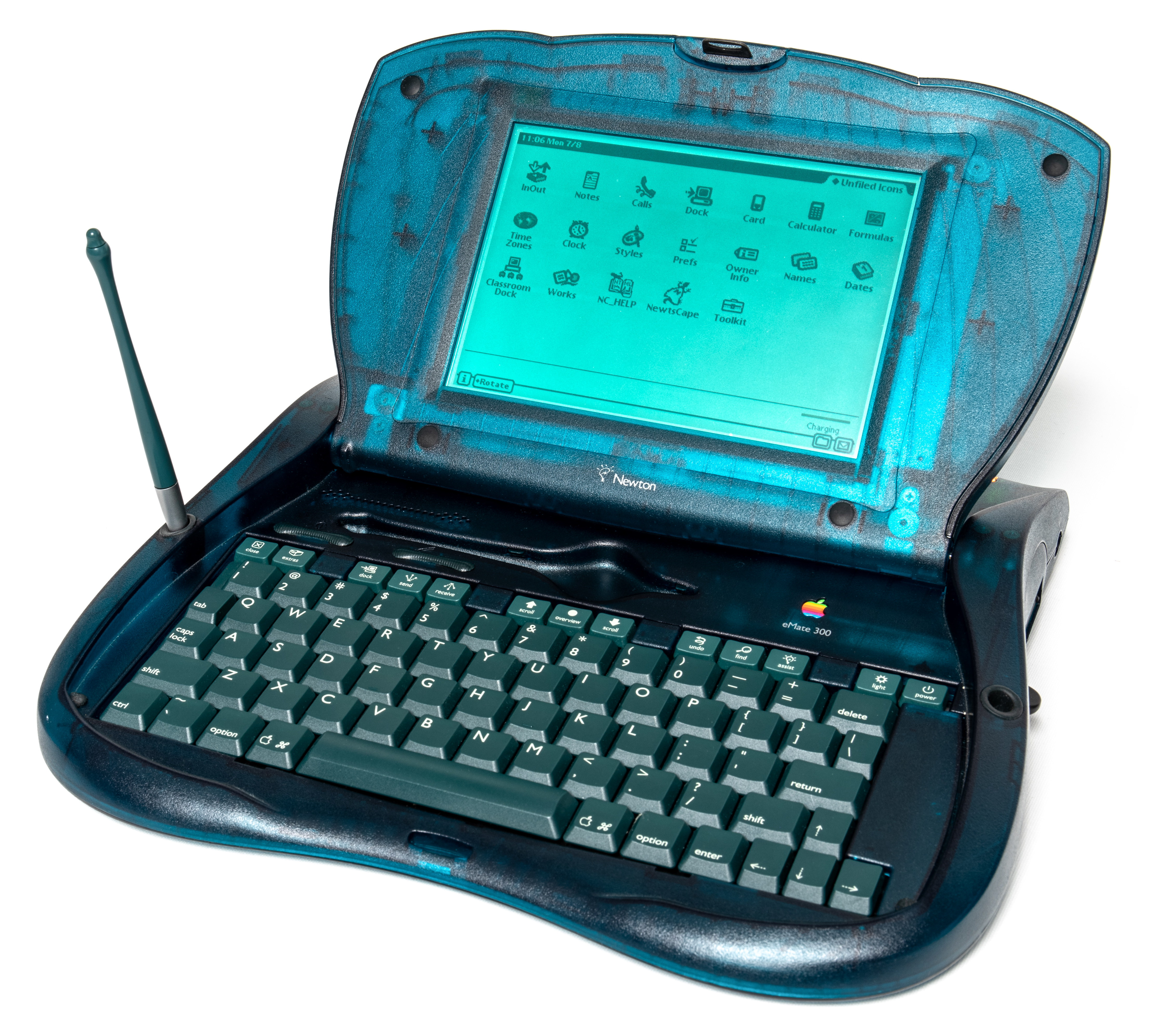
Apple eMate 300

Der eMate unterschied sich von allen anderen Newton-Modellen durch die eingebaute Tastatur und entsprach eher einem sehr kleinen Laptop bzw. Netbook.
Als Prozessor wurde ein ARM 710a Prozessor mit einem Takt von 25 MHz verwendet. Die Bildschirmauflösung betrug wie bei den 2000er Newtons 480 × 320 Punkte mit 16 Graustufen. Ausgerüstet war er mit 3 MB RAM (1 MB DRAM und 2 MB Flash-Speicher); die Größe des ROM betrug 8 MB. Als weiteres Ausstattungsmerkmal besaß er einen PCMCIA-Slot vom Typ III. Seine Maße waren 305 × 290 × 53 Millimeter; er wog 1800 Gramm.

### Andere Newton-Produkte

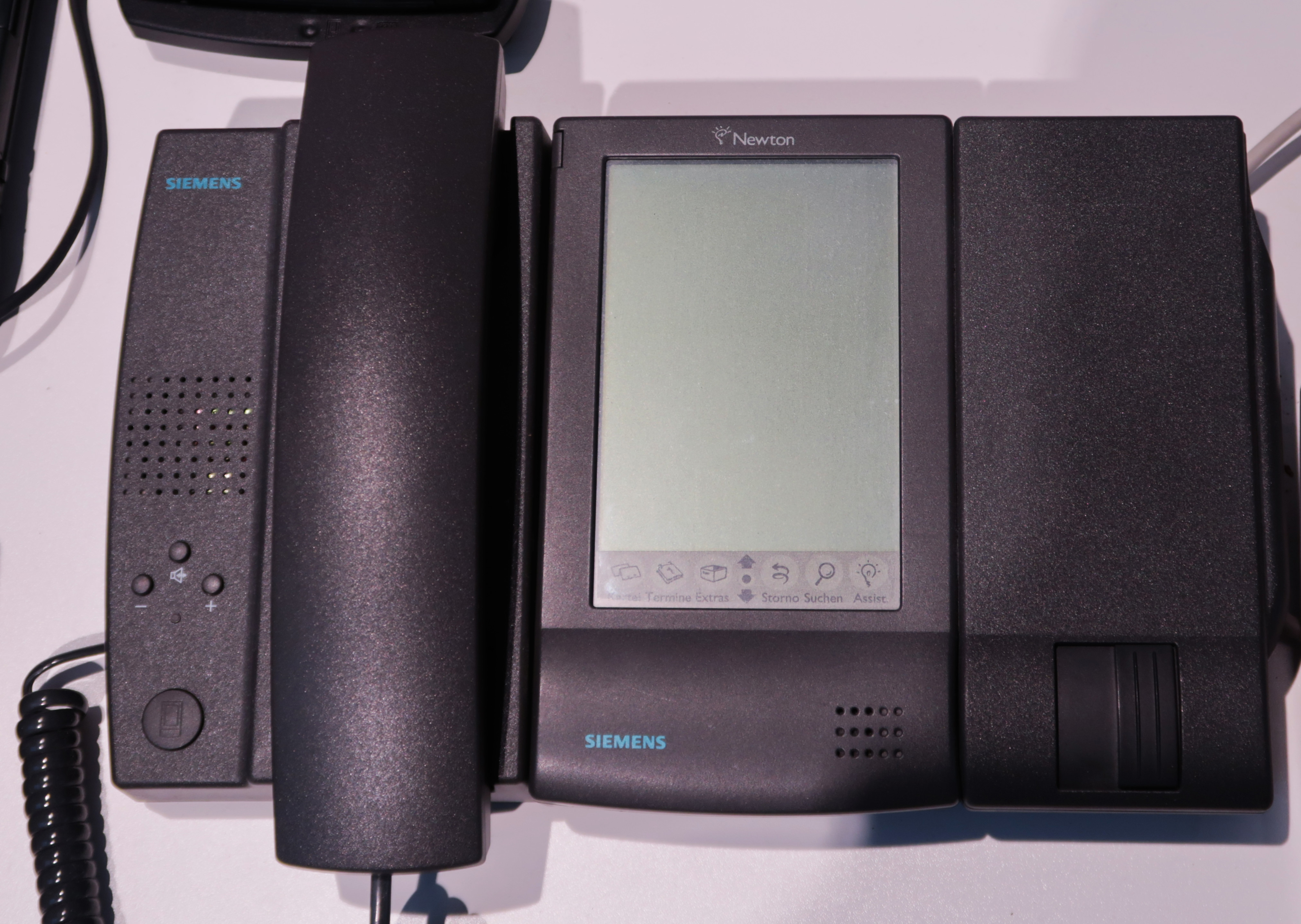
Siemens NotePhone

Neben den Modellen von Apple wurde die Technologie auch an andere Hersteller lizenziert, die eigene Produkte auf den Markt brachten, so zum Beispiel Sharp mit dem ExpertPad und Siemens mit dem NotePhone.

## Weiteres
Nach der Berufung von Steve Jobs als CEO bei Apple wurde der Newton im Jahre 1998 eingestellt. Größere Bekanntheit erlangte Apples Newton 1995 durch seine Verwendung in dem Kinofilm Alarmstufe: Rot 2 mit Steven Seagal. Noch einige Jahre nach der Einstellung bestand eine Fangemeinde, die insbesondere die leistungsfähigeren späteren Modelle im Alltagseinsatz nutzte. Über Zusatzsoftware und Patches war es sogar möglich, einen Newton zusammen mit neuesten Mobiltelefonen über IrDA- oder Bluetooth-Verbindungen zu verwenden oder mit den Kalender- und Kontaktdaten von Mac OS X per Wireless LAN zu synchronisieren. Per Outlook oder Lotus Notes ist der Newton auch mit Windows synchronisierbar. Auch die Verwendung von neueren Speicherkarten mit ATA-Interface, etwa Compact-Flash-Speicherkarten wird so möglich.
Eine Wiederbelebung bei Apple erfuhr das PDA-Konzept durch die Präsentation des iPhone auf der Macworld Conference & Expo 2007 sowie des iPad auf einer speziellen Keynote 2010. Beide Geräte haben aber den Unterschied, dass diese nicht mit einem Stift, sondern nur mit den Fingern über einen Touchscreen zu bedienen sind. Erst mit dem iPad Pro im Jahre 2015 wurde optional die Bedienung mittels des separat zu erwerbenden Apple Pencil möglich.